# Tipula papandajanica
Tipula papandajanica är en tvåvingeart som beskrevs av Edwards 1932. Tipula papandajanica ingår i släktet Tipula och familjen storharkrankar. Inga underarter finns listade i Catalogue of Life.